# Bartolomeo Aicardi Visconti
 Bartolomeo Aicardi Visconti  (død 28. april 1457) var en af Den katolske kirkes kardinaler. Han var biskop af Novara i Italien.
Han blev kreeret til kardinal (pseudokardinal) den 12. april 1440 af modpave Felix V.